# Wat Tyler

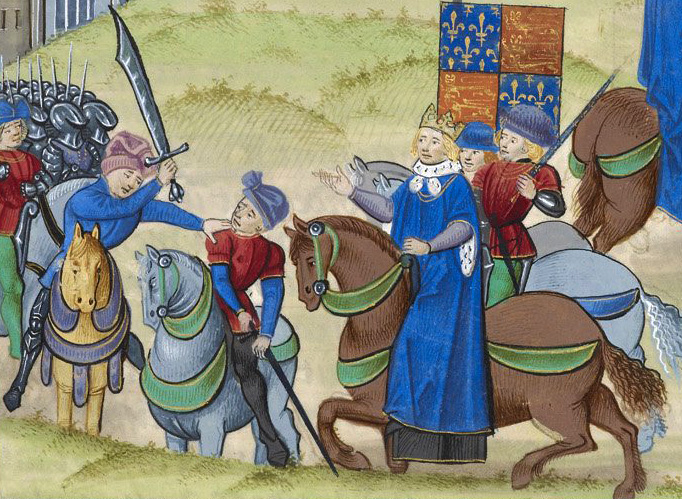
Morte di Wat Tyler

Walter Tyler, comunemente noto come Wat Tyler, (4 gennaio 1341 – Londra, 15 giugno 1381), fu il capo della rivolta inglese dei contadini del 1381.

## Biografia
Le notizie sulla vita di Tyler sono parecchio scarse e controverse e per la maggior parte si riferiscono a fonti redatte dai suoi nemici. Gli storici ritengono che egli sia nato nell'Essex, ma non è certo in quanto egli attraversò l'estuario del Tamigi verso il Kent quando diresse la rivolta.
Da Life and Adventures of Wat Tyler, the Brave and Good, pubblicato nel 1851, gli storici hanno ricostruito la sua giovinezza prima che egli divenisse una figura storica. La ricostruzione è basata soltanto su speculazioni ed illazioni, poiché le fonti sono minime a parte quelle sul periodo della rivolta. Per esempio, una storia narra che Tyler, con l'aiuto di alcuni concittadini, riuscì a debellare una banda di ladri che aveva imperversato nel villaggio. A seguito di una delusione amorosa, si arruolò nell'esercito inglese che si preparava a partire per la Francia.
Fu presente alla Battaglia di Poitiers dove Edoardo lo nominò assistente del Principe Nero. Egli fu citato per il suo coraggio nella Battaglia di Poitiers e in alcune battaglie navali contro spagnoli e francesi. Tyler tornò a Broxley, si sposò e divenne il fabbro del villaggio. Egli vi si stabilì con l'intenzione di trascorrervi una vita normale.

### La rivolta dei contadini
A seguito di notizie di ribellioni di diseredati, provenienti dalla Francia e dalle Fiandre, i contadini inglesi pensarono ad una insurrezione. John Ball, Jack Straw ed altri decisero di eliminare le gerarchie del feudalesimo. Ball, come Tyler, possedevano dei valori egalitari anche se lo storico medioevale Jean Froissart descrive Ball come un alienato. Altri contemporanei affermano che egli era coinvolto con i lollardi. Atteggiamenti così aspri e spesso infondati nei confronti dei ribelli erano consueti fra i cronisti dell'epoca appartenenti alle classi sociali elevate. Pertanto diventa difficile dare un giudizio su quelli che fossero gli scopi dei rivoltosi poiché la loro visione della storia non è adeguatamente rappresentata dai documenti pervenutici.

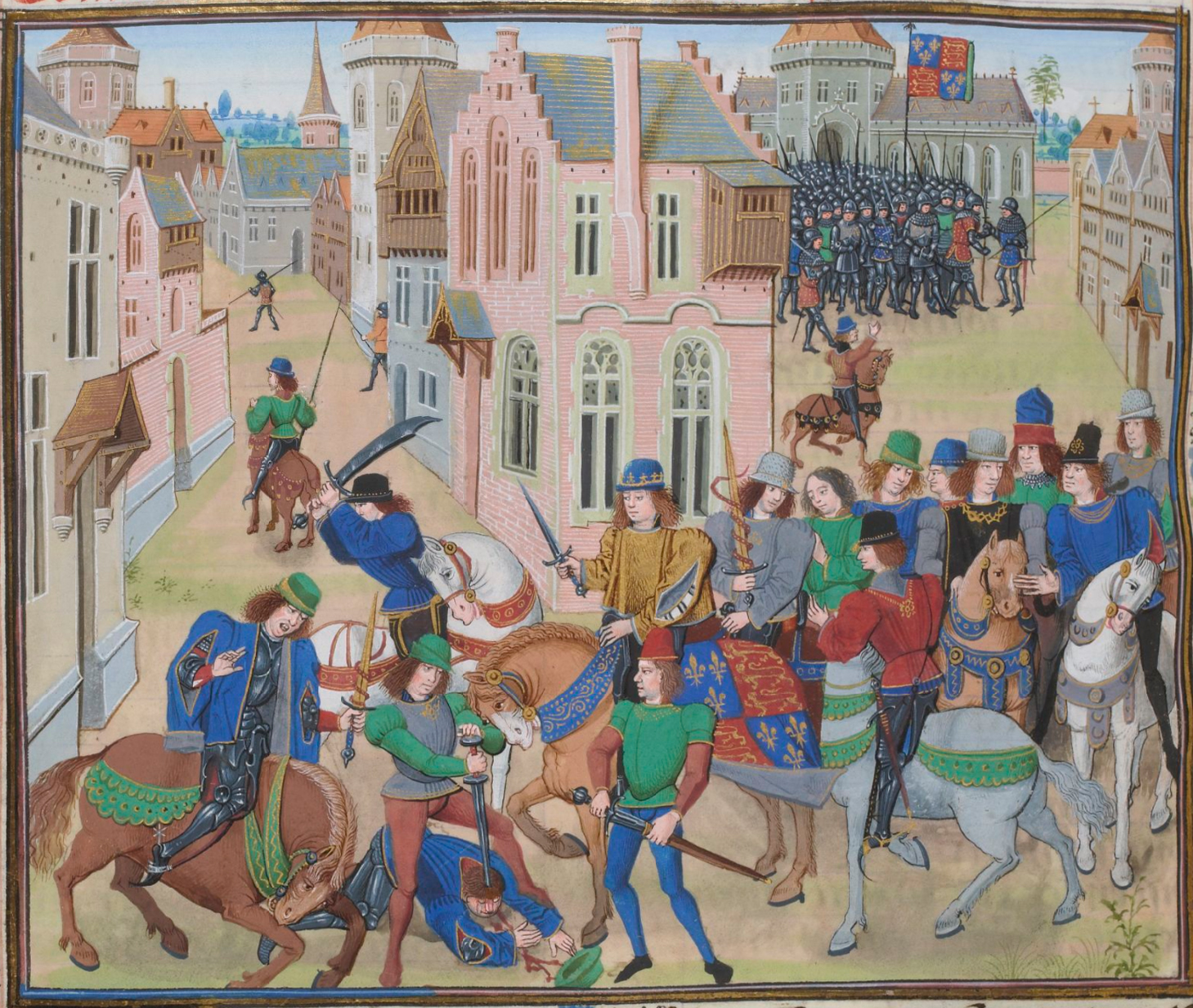
William Walworth (dietro a sinistra), uccide Wat Tyler a London Bridge

Riccardo II salì al trono dopo la morte di Edoardo III; egli aveva soltanto 14 anni al tempo della rivolta. Finché non divenne maggiorenne i duchi di Lancaster, York e Gloucester governarono in suo nome. Questi reggenti erano i principali obiettivi dei ribelli che ritenevano che questi fossero dei traditori del re e che ne stessero minando l'autorità. Diverse spedizioni contro la Francia senza ottenere successi finirono col gravare sulla classe contadina. Il governo decise di imporre una tassa di tre groat che il popolo valutò come un oltraggio.
Reagendo alla tassa, che il re aveva imposto perché non aveva raggiunto le previsioni di entrate dell'anno precedente, Tyler guidò i ribelli nella presa della città di Canterbury e quindi Blackheath nei dintorni di Londra. In queste azioni venne decapitato l'Arcivescovo di Canterbury, Simon Sudbury. I ribelli distrussero il palazzo ed uccisero il nipote del re. Richard of Wallingford presentò una mozione al re in favore di Tyler. Il re incontrò i ribelli a Mile End e promise di abolire la tassa.
Ventimila persone si radunarono a Smithfield. Riccardo II, che al tempo aveva 15 anni, li incontrò e Wat Tyler decise di andare e parlare con il re e vi si recò da solo. Quello che si dissero il re e Tyler non ci è dato di sapere. Il sindaco di Londra William Walworth approfittò del fatto che Tyler fosse solo per colpirlo con la sua spada. Contemporaneamente venne pugnalato da uno degli scudieri del re, Ralph de Standish.
Non è dato sapere se Tyler morì subito o all'ospedale di St. Bartholomew, né quali siano state le ferite effettivamente mortali da lui subite. Il re dichiarò subito che da quel momento sarebbe stato lui il capo dei ribelli e promise la libertà per tutti loro. Egli però non mantenne la promessa ed i capi dei ribelli vennero arrestati ed uccisi.
La ribellione terminò quasi subito dopo la morte di Tyler ed ebbe poco a che fare con la scomparsa della servitù della gleba. Il nome di Wat Tyler, comunque, divenne una parola d'ordine in tutte le dimostrazioni che si tennero durante il medioevo.

### Conseguenze della rivolta
Il simbolo di un pugnale rosso che figura nello stemma della Città di Londra e della City of London Corporation, si crede possa rappresentare il pugnale del sindaco di Londra che uccise Tyler e di conseguenza la celebrazione della sua morte. Ma è più facile che rappresenti il martirio di Paolo di Tarso patrono della città di Londra.
Vi è oggi un parco nei pressi dell'estuario del Tamigi a Basildon, chiamato Wat Tyler Country Park. Vi è anche un pub a Dartford, che porta il nome di Wat Tyler.